# Українсько-північнокавказькі відносини
Українсько-північнокавказькі відносини — сукупність відносин, встановлених Українською Народною Республікою та Українською Державою з різними урядами Північного Кавказу (Союз об'єднаних горців Північного Кавказу і Дагестану, Республіка Союзу Народів Північного Кавказу, Великий військовий круг Терського козацького війська) у 1917—1922 роках.

## Спроби встановлення двосторонніх зв'язків з Гірською республікою
Першим офіційним гірсько-українським контактом став організований у вересні 1917 року з ініціативи Української Центральної Ради З'їзд поневолених народів Росії, куди прибула делегація Союзу об'єднаних горців Північного Кавказу і Дагестану.
Після проголошення незалежності Республіки Союзу Народів Північного Кавказу, у зв'язку з нестачею зброї і боєприпасів, її уряд поставив своєму представнику на Кубані та Дону Пшемахо Коцеву завдання доставки зброї і військової техніки. Так як на Кубані та Дону боєприпасів для горців не знайшлося, Коцев в червні 1918 року відправився до Києва. Там, після переговорів з головнокомандувачем східних окупаційних сил Центральних держав Германом фон Айхгорном, він отримав партію зброї зі старих запасів Російської армії, якої було достатнього для озброєння однієї бригади. У Києві він також зустрів кілька офіцерів і близько 60 солдатів Кавказького кавалерійського корпусу, з яких було сформовано загін для охорони отриманого вантажу.
Вже у грудні 1918 року в Українській Державі фіксується діяльність фактичного представництва Гірської республіки — комісаріату Горців Північного Кавказу, очолюваного Борисом Прімоєвим. 10 грудня він та секретар комісаріату Григорій Туаєв офіційно звернулися в українське Міністерство закордонних справ з проханням роз'яснити положення закону про реєстрацію та призов до української армії окремих категорій офіцерів запасу з тим, щоб під його дію не потрапили громадяни Гірської республіки, як «суверенної держави».

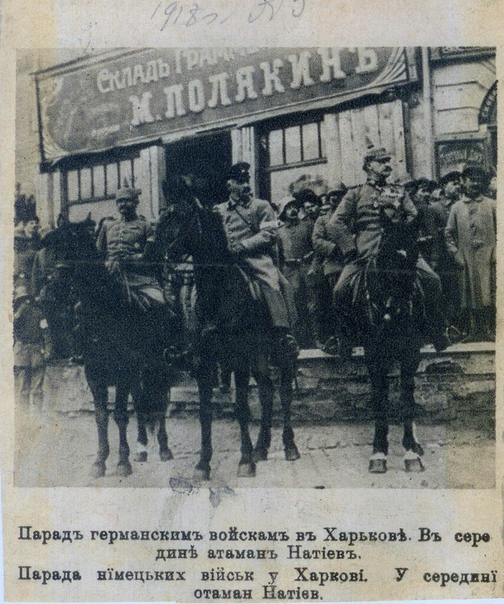
Генерал-хорунжий армії УНР Олександр Натієв у 1918 році

У 1919 році спробу налагодити відносини з горцями зробив уряд Української Народної Республіки. В останні тижні свого перебування на посаді прем'єр-міністр УНР Сергій Остапенко підписав постанову про направлення надзвичайних посольств до урядів Кубані, Грузії та Північного Кавказу. На початку червня 1919 року до Батумі прибула Українська військова місія до народів Північного Кавказу. Вона була сформована за ініціативою міністра військових справ УНР Олександра Шаповала, очолювалася полковником Миколою Чехівським, призначеним у зв'язку з цим також військовим аташе Надзвичайної дипломатичної місії УНР на Кавказі, і повинна була провести підготовчу роботу з вербування горців в українську армію і комплектацію, за умови отримання відповідних коштів, 10 000 гірських воїнів. Однак після прибуття до Грузії місія була затримана «без оголошення причин» за наказом британського командування, а надалі — не змогла нормально почати роботу зважаючи на діяльність уродженця Аджарії і генерал-хорунжого армії УНР Олександра Натієва. За даними дипломатів УНР він вступив до лав Добровольчої армії «з метою набрати на Кавказі військовий кадр і, вступивши з ним на Україну, долучитися до Українського війська», однак його план був розкритий, він — відкликаний, але все одно ліквідований грузинами, які продовжували вважати, що він збирав війська для Денікіна.
15 листопада 1919 року коаліційною Радою оборони Північного Кавказу та Дагестану перед повноважним представником УНР на Кавказі Іваном Красковським було поставлене питання щодо бажання підписати договір з українським урядом про взаємне сприяння в боротьбі з Добровольчою армією, що було викликано окупацією денікінцями Дагестану і Чечні, конфіскацією ними продовольства для потреб армії та оголошенням мобілізації серед горців. Основними умовами зазначеними в проекті угоди були:
- надання УНР, як договірною стороною, 45 000 000 рублів на організацію війська «не менше 15 000 бійців» для боротьби за незалежність Гірської республіки (повинні були передаватися місією під керівництвом Красковського в міру формування загонів);
- відправка УНР на Кавказ українських інструкторів;
- надання УНР права вербувати в межах Гірської республіки добровольців-вершників «після зміцнення політичного становища Гірської республіки».

Повідомлення про необхідність підписання договору було направлено Красовським в МЗС УНР, проте пропозиція залишилася нереалізованою через поразки УНР в боротьбі з Добровольчою армією та «повною неможливістю переїхати в Україну кому б то не було».
На міжнародній арені гірсько-українське співробітництво відбилося у спільному виступі на Паризькій мирній конференції — у відповідь на визнання 12 червня 1919 року Верховною радою Антанти уряду Колчака єдиним законним урядом на всьому постімперському просторі, представники тепер суверенних держав — Естонії, Грузії, Північного Кавказу, Білорусі, України та Азербайджану 17 червня підписали спільну ноту «протесту».

## Контакти з терськими козаками
На момент Антигетьманського повстання у Києві вже функціонувало Терское посольство. 28 грудня 1918 року його представник осавул Долинський був офіційно прийнятий прем'єр-міністром відновленої Української Народної Республіки Володимиром Чехівським для обговорення питання забезпечення подальшої діяльності представництва або можливості його виїзду з Києва. Вже у 1920 році  Велике військове коло Терського козацького війська ухвалило рішення послати полковника Миколу Долинського, члена Великого військового кола, до командування головного отамана війська та флоту УНР Симона Петлюри з метою «вітати братську Україну в особі її представників і всіляко допомагати... ...в боротьбі за незалежність і вільність Української Народної Республіки». 16 листопада того ж року його голова Н. Губорєв направив офіційне звернення представнику Української Народної Республіки в Будапешті, в якому піддав критиці Добровольчу армію генерала Денікіна, висловив «щире бажання зблизитися з рідною Україною і підтримувати один одного», вітав «звільнення правобережної України від більшовиків» та сповіщав про відправку полковника Долинського.